# Fructooligosacárido

Estructura general de fructooligosacáridos (FOS)

Un fructooligosacárido es un oligosacárido lineal formado por entre 10 y 20 monómeros de fructosa, unidos por enlaces β(1→2) y que pueden contener una molécula inicial de glucosa. 
Un ejemplo típico de fructooligosacàrido es la 1-kestosa.
Los fructooligosacáridos, llamados también a veces oligofructosas u oligofructanos o abreviados FOS, suelen utilizarse como sustitutos del azúcar. Estos polisacáridos exhiben una capacidad edulcorante que para un mismo peso varía entre el 30 y el 50 por ciento de la potencia edulcorante del azúcar común en los preparados de jarabes comerciales. Aparecen con frecuencia en multitud de productos naturales, y experimentaron un auge comercial en la década de 1980 en respuesta a la demanda de los consumidores por productos alimenticios más saludables y de menor contenido calórico.

## Propiedades químicas
Se producen comercialmente dos clases diferentes de mezclas de fructooligosacáridos, ya sea basadas en la degradación de la inulina o por procesos de transfructosilación.
Los FOS pueden ser producidos por degradación de la inulina, o polifructosa, un polímero de D-Fructosa unidos por enlaces β(2→1) glucosídicos y que típicamente cuentan con un residuo terminal de D-glucosa unido por enlace α(1→2). El grado de polimerización de la inulina natural va típicamente desde los 10 a los 60 residuos glucídicos. La inulina puede ser degradada tanto enzimática como químicamente hasta convertirla en una mezcla de oligosacáridos con la estructura general Glu-(Fru)n y Frum donde n y m se encuentran usualmente comprendidos entre 1 y 7. Este proceso además ocurre algunas veces en forma natural, y estos oligosacáridos pueden ser encontrados en un gran número de plantas, especialmente en la papa de Jerusalén y en la achicoria. Los principales componentes de los productos comerciales son kestosa (Glu-Fru2), nistosa (Glu-Fru3), fructosilnistosa (Glu-Fru4), bifurcosa (Glu-Fru3), inulobiosa (Fru2), inulotriosa (Fru3), e inulotetrosa (Fru4).
La segunda clase de FOS se preparan por transfructosilación (intercambio de residuos fructosa) empleando la enzima β-fructosidasa de Aspergillus niger sobre un sustrato de sucrosa. La mezcla resultante posee una fórmula general Glu-(Fru)n, con un n comprendido entre 1 y 5. Al contrario que con los FOS derivados de inulina, no se producen únicamente los polímeros con enlaces β(1→2), sino que pueden producirse otros tipos de unión, aunque en menor proporción.
Debido a la configuración de sus enlaces glicosídicos, los fructooligosacaridos resisten la hidrólisis causada por las enzimas humanas presentes en la saliva y las secreciones del tracto gastrointestinal, ya que estas últimas sólo son capaces de hidrolizar los enlaces α(1→4), como consecuencia no se liberan monosacáridos y los FOS pasan por el tracto intestinal sin ser absorbidos, es por esto que no contribuyen con un valor calórico importante. Adicionalmente son capaces de atrapar moléculas de agua aumentando el volumen del contenido intestinal y acelerando el tránsito, además son fermentados en pequeña proporción en el colon por las bacterias anaeróbicas, por lo que se los considera alimentos prebióticos que además contribuyen a la fracción de fibra alimentaria en la dieta. Los fructooligosacáridos son más solubles que las inulinas por lo que algunas veces son utilizados como aditivos en la elaboración de yogur y otros productos dietéticos. Los fructooligosacáridos son especialmente utilizados en combinación con edulcorantes artificiales de alto poder endulzante, para mejorar la presentación y el sabor residual.